# Chris Redman
Chris James Redman (Louisville, 7 luglio 1977) è un giocatore di football americano statunitense che gioca nel ruolo di quarterback nella National Football League (NFL) e attualmente è free agent. Fu scelto nel corso del terzo giro (75º assoluto) del Draft NFL 2000 dai Baltimore Ravens. Al college ha giocato a football all'Università di Louisville.

## Carriera professionistica

### Baltimore Ravens
Redman fu scelto nel corso del terzo giro del Draft 2000 Baltimore Ravens. Redman passò solamente 19 yard quell'anno e fu la riserva di Tony Banks e Trent Dilfer, guadagnando un anello di campione quando i Ravens vinsero il Super Bowl XXXV. Nel 2001, malgrado le partenze sia di Banks che di Dilfer, Redman non scese mai in campo, vedendosi preferiti i veterani Elvis Grbac e Randall Cunningham.
Il 6 ottobre 2002, Redman disputò probabilmente la sua migliore gara come professionista, completando 19 passaggi su 30 per 208 yard con 2 touchdown e nessun intercetto subito nella vittoria sui Cleveland Browns, oscurando il quarterback titolare dei Browns Tim Couch, prima scelta assoluta del Draft 1999 e rivale di vecchia data di Redman alle scuole superiori e al college.
Il 9 novembre 2003, in una gara in diretta nazionale in trasferta contro i St. Louis Rams, Redman subentrò all'infortunato titolare Kyle Boller, infortunandosi però egli stesso e venendo costretto a chiudere in anticipo la propria stagione regolare.

### New England Patriots
Dopo essersi ripreso dall'infortunio alla spalla nel 2004, Redman firmò coi New England Patriots il 6 gennaio 2005 ma fu svincolato il 1º giugno. Se fosse riuscito ad entrare in squadra sarebbe stato la riserva di Tom Brady, un quarterback scelto tre giri dopo di lui nello stesso draft.

### Tennessee Titans
Redman firmò coi Tennessee Titans il 23 agosto 2005 ma fu svincolato il 4 settembre.

### Austin Wranglers
Il 4 gennaio 2007, gli Austin Wranglers della Arena Football League annunciarono la firma di Redman. Tuttavia, poco dopo l'inizio della sua carriera nell'arena football, Bobby Petrino, il nuovo allenatore degli Atlanta Falcons e suo ex allenatore al college, ottenne di firmare il quarterback come riserva.

### Atlanta Falcons
Redman firmò con i Falcons il 23 marzo 2007, dopo che Atlanta scambiò il suo quarterback di riserva Matt Schaub con gli Houston Texans. Redman iniziò come terzo quarterback nelle gerarchie della squadra ma salì al secondo posto all'inizio delle gare di pre-stagione.
Nella settimana 12 della stagione 2007, Redman sostituì un inefficiente Joey Harrington contro i Rams completando 16 passaggi su 24 per 172 yard 2 touchdown e un intercetto, tutti nel quarto periodo, portando quasi Atlanta a rimontare uno svantaggio di 21-3. Fu nominato titolare per la settimana successiva (la sua prima partenza dall'inizio in cinque anni) e completò 23 passaggi su 40 per un primato in carriera di 298 yard con 2 TD e un intercetto nella sconfitta nel Monday Night Football contro i New Orleans Saints. Redman disputò una prestazione disastrosa nella settimana 14, completando 4 passaggi su 15 per 34 yard con 2 intercetti e un fumble perduto contro la forte difesa dei Tampa Bay Buccaneers. Si riprese alla grande la domenica successiva completando 28 passaggi su 42 per un nuovo primato in carriera di 315 yard, con 2 touchdown e un intercetto nella sconfitta ai supplementari contro gli Arizona Cardinals. Nell'ultima gara della stagione, Redman completò 17 passaggi su 27 per 251 yard e un primato in carriera di 4 touchdown nella vittoria dei Falcons 44-41 sui Seattle Seahawks, venendo premiato come miglior giocatore offensivo della NFC della settimana per la prima volta in carriera. In sei gare disputate, di cui quattro come titolare, Redman terminò con i record personali per percentuale di passaggi completati (59,7), yard passate (1.079), touchdown (10) e passer rating (90,4). A fine anno firmò un prolungamento contrattuale biennale con Atlanta.
Nella settimana 12 della stagione 2009, entrato al posto dell'infortunato Matt Ryan e scendendo in campo per la prima volta dal 30 dicembre 2007, Redman guidò i Falcons a una drammatica vittoria in rimonta contro i Tampa Bay Buccaneers. Nei secondi finali lanciò un passaggio per Roddy White che firmò il touchdown del sorpasso in una situazione di quarto down. La sua gara terminò con 243 yard passate e due touchdown. Partito come titolare in luogo di Ryan nella settimana 13 contro i Philadelphia Eagles, Redman passò 235 yard con un TD e due intercetti, uno dei quali ritornato in touchdown dagli Eagles. Ancora come titolare, la settimana successiva contro gli imbattuti Saints, Redman passò 303 yard e un touchdown da 50 yard per Michael Jenkins con un intercetto nella sconfitta 26-23.
Dopo la stagione 2009, Redman firmò un nuovo contratto di due anni del valore di 5,6 milioni di dollari.
Il 28 agosto 2012, i Falcons svincolarono Redman.

## Vittorie e premi

### Franchigia
- Super Bowl : 1

Baltimore Ravens: Super Bowl XXXV
- American Football Conference Championship: 1

Baltimore Ravens: 2000

### Individuale
- Giocatore offensivo della NFC della settimana: 1

17ª del 2007

## Statistiche
| Yard passate  | 3.047 |
| Touchdown     | 21    |
| Intercetti    | 14    |
| Passer rating | 74,4  |